# Off Gun Fun Night
《恋上你的床》（泰語：รักหลับกับออฟกัน，英語：Off Gun Fun Night），為泰國GMMTV於2017年11月12日起播出的綜藝節目。由阿塔潘·葐沙瓦（Gun）、鐘朋·阿盧迪吉朋（Off）擔任主持。
由於OffGun所主演的劇集大受歡迎，所以便開拍本綜藝讓他們主持。節目以睡覺為主題，每集請來不同嘉賓訪問及玩小遊戲。

## 每集內容

### 第一輯
| 集數 | 播映           | 嘉賓                                                                   |
| 01   | 2017年11月12日 | 皮拉瓦·山坡提拉                                                        |
| 02   | 2017年12月12日 | 巴拉奇亞·魯洛                                                          |
| 03   | 2018年1月13日  | 林陽                                                                   |
| 04   | 2018年3月22日  | 皮拉瓦·山坡提拉、巴拉奇亞·魯洛、帕查特·詹金、吳俊、西瓦科恩·勒爾科喬特 |
| 05   | 2018年3月12日  | 瓦查拉·蘇克丘姆                                                        |
| 06   | 2018年4月12日  | 抔米提·米彎投瓦蘭                                                      |
| 07   | 2018年5月12日  | 英迪帕·塔尼                                                            |
| 08   | 2018年6月12日  | 林陽、提迪蓬·德查阿派坤                                                |
| 09   | 2018年7月12日  | 林陽、提迪蓬·德查阿派坤                                                |